# Anna Ruiter
Anna Ruiter (Assen, 23 augustus 2001) is een voetbalspeelster uit Nederland. Ze speelde als middenvelder voor VV Alkmaar en sc Heerenveen in de Vrouwen Eredivisie. In 2023 stopte ze met betaald voetbal.

## Carrière
Anna Ruiter werd geboren in Assen en begon met voetballen bij ACV. Vanaf 2016 speelde ze vier seizoen in de jeugdopleiding van Sc Heerenveen waarmee ze met Jong sc Heerenveen kampioen werd. In 2020 stapte ze over naar VV Alkmaar waarbij ze aansloot bij de eerste selectie dat uitkwam in de Vrouwen Eredivisie
Op 29 september 2020 maakte Ruiter haar debuut voor VV Alkmaar in de Vrouwen Eredivisie in een uitwedstrijd tegen PSV door in de basis te starten. Ruiter kwam bijna alle wedstrijden dat seizoen in actie. Aan het einde van het seizoen werd haar contract verlengd met een jaar waardoor ze in het seizoen 2021/22 ook deel uitmaakte van de selectie van de Alkmaarders. Dat seizoen maakte Ruiter haar eerste doelpunt in de Vrouwen Eredivisie in een uitwedstrijd tegen ADO Den Haag op 12 november 2021.
Voorafgaande aan het seizoen 2022/23 keerde Ruiter terug bij sc Heerenveen. Voor de Friezinnen maakte Ruiter haar debuut in een thuiswedstrijd op 23 september 2022 tegen haar oude club VV Alkmaar door in de 78ste minuut in te vallen voor Fenna Meijer.
Op 6 mei 2023 kondigde Ruiter aan te gaan stoppen met voetballen. Ze verkoos een maatschappelijke carrière boven een verdere carrière als profvoetbalster.

## Statistieken
| Seizoen | Club          | Competitie | Competitie | Competitie | Beker | Beker | Overig | Overig | Totaal | Totaal |
| Seizoen | Club          | Competitie | Wed.       | Dlp.       | Wed.  | Dlp.  | Wed.   | Dlp.   | Wed.   | Dlp.   |
| ------- | ------------- | ---------- | ---------- | ---------- | ----- | ----- | ------ | ------ | ------ | ------ |
| 2020/21 | VV Alkmaar    | Eredivisie | 18         | 0          | 1     | 0     | 4      | 0      | 23     | 0      |
| 2022/23 | VV Alkmaar    | Eredivisie | 22         | 2          | 1     | 0     | 0      | 0      | 23     | 2      |
| 2022/23 | sc Heerenveen | Eredivisie | 11         | 0          | 1     | 0     | 0      | 0      | 12     | 0      |
| Totaal  | Totaal        | Totaal     | 51         | 2          | 3     | 0     | 4      | 0      | 58     | 2      |

Bijgewerkt t/m 15 februari 2024.